# 우수영항
우수영항은 전라남도 해남군 문내면 선두리에 위치한 어항이다. 지방어항으로 지정하여 관리하고 있다. 시설관리자는 해남군수이다.

## 어항 시설
- 물양장 80m

## 어항 구역
본 항의 어항구역은 다음과 같다.
- 해남군 문내면 서상리 돌출부 선단(X:121,012.841, Y:135,651.474)에서 S37°E방향으로 265m(X:121,336.291, Y:135,810.115)인에서 W38° N 방향으로 418m(X:121,012.841, Y:136,293.055)인 양도 정상부를 향해 그은 선내의 수역

## 개발 계획
- 2008년 3월 27일 고시된 우수영항의 개발계획(개략공사비 58억원, 이중 어항시설 사업비 14억원, 관광시설 사업비 44억원)은 다음과 같다.[1]
  - 어항시설: 물양장(80m(직립식, 종계단식))
  - 관광시설: 물양장(141m(직립식, 종계단식)), 해안도로(620m(사석경사, 계단블럭식), 장래계획임)
  - 공통시설: 배후지조성(6,060m2), 준설(8,030m2)

## 주요 어종
- 돔, 농어, 바지락